# دون جيسوب
دون جيسوب (بالإنجليزية: Don Jessop)‏ هو سياسي أسترالي، ولد في 21 يونيو 1927 في أستراليا، وتوفي في 21 مايو 2018 في أديلايد في أستراليا. حزبياً، نشط في الحزب الليبرالي الأسترالي. وقد انتخب عضو مجلس النواب الأسترالي عن دائرة Division of Grey ‏ (26 نوفمبر 1966 – 25 أكتوبر 1969) وانتخب عضو مجلس الشيوخ الأسترالي ‏ عن دائرة جنوب أستراليا ‏ (1 يوليو 1971 – 5 يونيو 1987).

## روابط خارجية
- دون جيسوب على موقع IMDb (الإنجليزية)